# Vanuatubrilvogel
De vanuatubrilvogel (Zosterops flavifrons) is een zangvogel uit de familie Zosteropidae (brilvogels).

## Verspreiding en leefgebied
Deze soort is endemisch op Vanuatu en telt zeven ondersoorten:
- Z. f. gauensis: Gaua (noordelijk Vanuatu).
- Z. f. perplexus: noordelijk en noordoostelijk Vanuatu.
- Z. f. brevicauda: noordwestelijk Vanuatu.
- Z. f. macgillivrayi: Malakula (noordelijk-centraal Vanuatu).
- Z. f. efatensis: zuidelijk-centraal Vanuatu.
- Z. f. flavifrons: zuidelijk Vanuatu.
- Z. f. majusculus: Anatom (zuidelijk Vanuatu).

## Status
De grootte van de populatie is niet gekwantificeerd maar de soort wordt omschreven als algemeen. Op de Rode lijst van de IUCN heeft deze soort de status niet bedreigd.